# Кабрера, Райан
Райан Франк Кабрера (англ. Ryan Frank Cabrera; род. 18 июля 1982, Даллас) — американский музыкант, автор-исполнитель песен. 
Он начал свою карьеру в качестве вокалиста далласской группы Rubix Groove, а затем занялся сольной карьерой. После выпуска в 2001 году независимого альбома Elm St., он выпустил свой первый альбом на крупном лейбле, Take It All Away, 17 августа 2004 года. В начале года Кабрера стал известен благодаря своему поп-рок синглу On the Way Down. За ним последовал второй сингл Кабреры, True, и третий сингл 40 Kinds of Sadness.

## Личная жизнь
В феврале 2020 года Кабрера начал встречаться с рестлером Алексис Кауфман, более известной как Алекса Блисс. Пара поженилась 9 апреля 2022 года в Палм-Дезерт, Калифорния.